# محاولة هروب ألكتراز في يونيو 1962
هروب ألكتراز في يونيو 1962 (بالإنجليزية: June 1962 Alcatraz escape attempt)، وهي عملية هروب من سجن الكاتراز الفيدرالي، التي تعتبر منشأة ذات إجراءات أمنية قصوى تقع في جزيرة في خليج سان فرانسيسكو، وقد قام بها كل من السجناء فرانك موريس والأخوان جون وكلارنس أنجلين. وقد تمكن الثلاثة من الفرار من زنازينهم ومغادرة الجزيرة في قارب.